# 데카르트 부호 법칙
수학에서, 데카르트 부호 법칙(Descartes符號法則, 영어: Descartes’ rule of signs)은 실수 계수 다항식의 양의 실수 근의 수가 내림차순 (또는 오름차순)으로 나열된 0이 아닌 계수의 부호가 변화하는 횟수를 넘지 않는다는 정리이다.

## 정의
0이 아닌 실수 계수 다항식
{\displaystyle p(x)=a_{0}x^{d_{0}}+a_{1}x^{d_{1}}+\cdots +a_{n}x^{d_{n}}\in \mathbb {R} [x]}
{\displaystyle a_{i}\in \mathbb {R} }
{\displaystyle a_{i}\neq 0}
{\displaystyle d_{i}\in \{0,1,2,\dots \}}
{\displaystyle d_{0}<d_{1}<\cdots <d_{n}}
{\displaystyle n\in \{0,1,2,\dots \}}
에 대하여, {\displaystyle v(p)}가
{\displaystyle a_{i}a_{i+1}<0}
인 {\displaystyle i\in \{0,1,\dots ,n-1\}}의 수라고 하자.
데카르트 부호 법칙에 따르면, 임의의 0이 아닌 실수 계수 다항식 {\displaystyle 0\neq p(x)\in \mathbb {R} [x]}에 대하여, 다음이 성립한다.
- {\displaystyle p}의 (중복도를 감안한) 양의 실수 근은 {\displaystyle v(p)}개이거나 그보다 적다. 또한, {\displaystyle v(p)}에서 (중복도를 감안한) 양의 실수 근의 수를 뺀 차는 (음이 아닌) 짝수이다.
- {\displaystyle p}의 (중복도를 감안한) 음의 실수 근은 {\displaystyle v(p(-x))}개이거나 그보다 적다. 또한, {\displaystyle v(p(-x))}에서 (중복도를 감안한) 음의 실수 근의 수를 뺀 차는 (음이 아닌) 짝수이다.

증명:
0이 아닌 실수 계수 다항식 {\displaystyle p\in \mathbb {R} [x]}에 대하여, {\displaystyle z(p)}가 {\displaystyle p}의 양의 실수 근의 수라고 하자. 그렇다면 {\displaystyle p}의 음의 실수 근의 수는 {\displaystyle z(p(-x))}이다. 따라서 첫 번째 명제를 증명하면 충분하다. {\displaystyle p(x)/x^{d_{0}}}의 양의 실수 근의 수와 0이 아닌 계수의 부호가 변화하는 횟수는 모두 {\displaystyle p}와 일치한다. 따라서 이 증명에서 {\displaystyle d_{0}=0}이라고 가정하여도 무방하다.
{\displaystyle p}의 양의 실수 근은 {\displaystyle p}의 그래프와 양의 x축의 교점이다. {\displaystyle p}의 그래프는 중복도가 홀수인 근에서 x축을 가로지르며, 중복도가 짝수인 근에서는 가로지르지 않는다. 따라서, 만약 {\displaystyle p}의 그래프가 양의 x축을 홀수 번 가로지른다면, {\displaystyle z(p)}는 홀수이며, 만약 짝수 번 가로지른다면 {\displaystyle z(p)}는 짝수이다. 이에 따라, 만약 {\displaystyle a_{0}a_{n}<0}이라면,
{\displaystyle p(0)<0}
{\displaystyle \lim _{x\to \infty }p(x)=\infty }
이거나
{\displaystyle p(0)>0}
{\displaystyle \lim _{x\to \infty }p(x)=-\infty }
이므로, {\displaystyle p}의 그래프는 양의 x축을 홀수 번 가로지르며, 따라서 {\displaystyle z(p)}는 홀수이다. 마찬가지로, 만약 {\displaystyle a_{0}a_{n}>0}이라면, {\displaystyle p}의 그래프는 양의 x축을 짝수 번 가로지르므로, {\displaystyle z(p)}는 짝수이다.
만약 {\displaystyle p}가 서로 다른 {\displaystyle k}개의 양의 실수 근
{\displaystyle x_{1}<x_{2}<\cdots <x_{k}}
을 가지며, 각 {\displaystyle i}번째 양의 실수 근 {\displaystyle x_{i}}의 중복도가 {\displaystyle m_{i}}라면, {\displaystyle x_{i}}의 미분 {\displaystyle p'}의 근으로서의 중복도는 최소 {\displaystyle m_{i}-1}이다. 또한, 롤의 정리에 따라 각 {\displaystyle k-1}개의 구간 {\displaystyle (x_{i},x_{i+1})} 속에도 {\displaystyle p'}의 근이 최소 하나씩 존재한다. 따라서 다음이 성립한다.
{\displaystyle z(p')\geq (m_{1}-1)+(m_{2}-1)+\cdots +(m_{k}-1)+(k-1)=m_{1}+\cdots +m_{k}-1=z(p)-1}
이제, {\displaystyle n}에 대하여 수학적 귀납법을 사용하자. 만약 {\displaystyle n=0}이라면,
{\displaystyle z(p)=v(p)=0}
이므로 자명하게 성립한다.
이제, {\displaystyle n-1}에 대하여 정리가 성립한다고 가정하고 {\displaystyle n}에 대하여 성립함을 증명하자. 만약 {\displaystyle a_{0}a_{1}<0}이라면,
{\displaystyle v(p')=v(p)-1}
{\displaystyle z(p')\equiv z(p)-1{\pmod {2}}}
이며, 수학적 귀납법의 가정에 따라
{\displaystyle z(p')\leq v(p')}
{\displaystyle z(p')\equiv v(p'){\pmod {2}}}
이다. 따라서
{\displaystyle z(p)\leq z(p')+1\leq v(p')+1\leq v(p)}
{\displaystyle z(p)\equiv z(p')+1\equiv v(p')+1=v(p){\pmod {2}}}
이다.
만약 {\displaystyle a_{0}a_{1}>0}이라면,
{\displaystyle v(p')=v(p)}
{\displaystyle z(p')\equiv z(p){\pmod {2}}}
이며, 수학적 귀납법의 가정에 따라
{\displaystyle z(p')\leq v(p')}
{\displaystyle z(p')\equiv v(p'){\pmod {2}}}
이므로,
{\displaystyle z(p)\leq z(p')+1\leq v(p')+1=v(p)+1}
{\displaystyle z(p)\equiv z(p')\equiv v(p')=v(p){\pmod {2}}}
이다. 위 합동식에 따라 {\displaystyle z(p)\neq v(p)+1}이므로 결국 {\displaystyle z(p)\leq v(p)}이다.

## 예
다항식
{\displaystyle p(x)=ax^{5}+bx+c\in \mathbb {R} [x]}
{\displaystyle a,b,c\in \mathbb {R} }
{\displaystyle a\neq 0}
을 생각하자. 0이 아닌 항이 최대 3개이므로, 부호는 최대 2번 변화할 수 있다. 데카르트 부호 법칙에 따라 이 다항식은 (중복도를 감안하였을 때) 2개의 양의 실수 근을 갖거나, 양의 실수 근을 갖지 않는다. 음의 실수 근 역시 마찬가지다. 중간값 정리에 따라 1개 이상의 실수 근을 갖는다. 만약 {\displaystyle c\neq 0}일 경우, 0은 근이 아니므로 이 실수 근은 양의 실수이거나 음의 실수이며, 따라서 실수 근의 수는 2 또는 4이다. 대수학의 기본 정리에 따라 이 다항식은 5개의 복소수 근을 가지므로, 허수 근의 수는 3 또는 1이다.

### 등호가 성립하지 않는 경우
다항식
{\displaystyle p(x)=x^{6}-x^{4}+x^{2}-3x+5\in \mathbb {R} [x]}
을 생각하자. 계수의 부호가 총 4번 변화하므로, 데카르트 부호 법칙에 따라 이 다항식의 (중복도를 감안한) 양의 실수 근의 수는 0 또는 2 또는 4이다. 또한,
{\displaystyle p(-x)=x^{6}-x^{4}+x^{2}+3x+5}
의 계수의 부호는 2번 변화하므로, (중복도를 감안한) 음의 실수 근의 수는 0 또는 2이다. 하지만 사실 이 다항식은 실수 근을 갖지 않는다.

### 등호가 성립하는 경우
다른 한편, 임의의
{\displaystyle n,d_{0},d_{1},\dots ,d_{n}\in \{0,1,2,\dots \}}
{\displaystyle d_{0}<d_{1}<\dots <d_{n}}
에 대하여,
{\displaystyle z(p)=v(p)}
{\displaystyle z(p(-x))=v(p(-x))}
인 다항식
{\displaystyle p(x)=a_{0}x^{d_{0}}+a_{1}x^{d_{1}}+\cdots +a_{n}x^{d_{n}}\in \mathbb {R} [x]}
{\displaystyle a_{i}\in \mathbb {R} }
{\displaystyle a_{i}\neq 0}
을 구성할 수 있다.
예를 들어,
{\displaystyle p(x)=x^{2}-2x+1}
라고 할 때
{\displaystyle z(p)=v(p)=2}
{\displaystyle z(p(-x))=v(p(-x))=0}
이다.

## 역사
1637년에 르네 데카르트가 증명 없이 기술하였다. 1728년에 야노시 언드라시 셰그네르(헝가리어: János András Segner)가 처음 증명하였으며, 이후 1756년에 다른 방법으로 재증명하였다.

## 참고 문헌
1. ↑  Wang, Xiaoshen (2004). “A Simple Proof of Descartes's Rule of Signs”. 《The American Mathematical Monthly》 (영어) 111 (6): 525–526. doi:10.1080/00029890.2004.11920108. ISSN 0002-9890.
2. ↑  Lagarias, Jeffrey C.; Richardson, Thomas J. (1997). “Multivariate descartes rule of signs and sturmfels’s challenge problem”. 《The Mathematical Intelligencer》 (영어) 19 (3): 9–15. doi:10.1007/BF03025343. ISSN 0343-6993.
3. ↑  Komornik, Vilmos (2006). “Another Short Proof of Descartes's Rule of Signs”. 《The American Mathematical Monthly》 (영어) 113 (9): 829–830. doi:10.1080/00029890.2006.11920371. ISSN 0002-9890.